# Backmasking

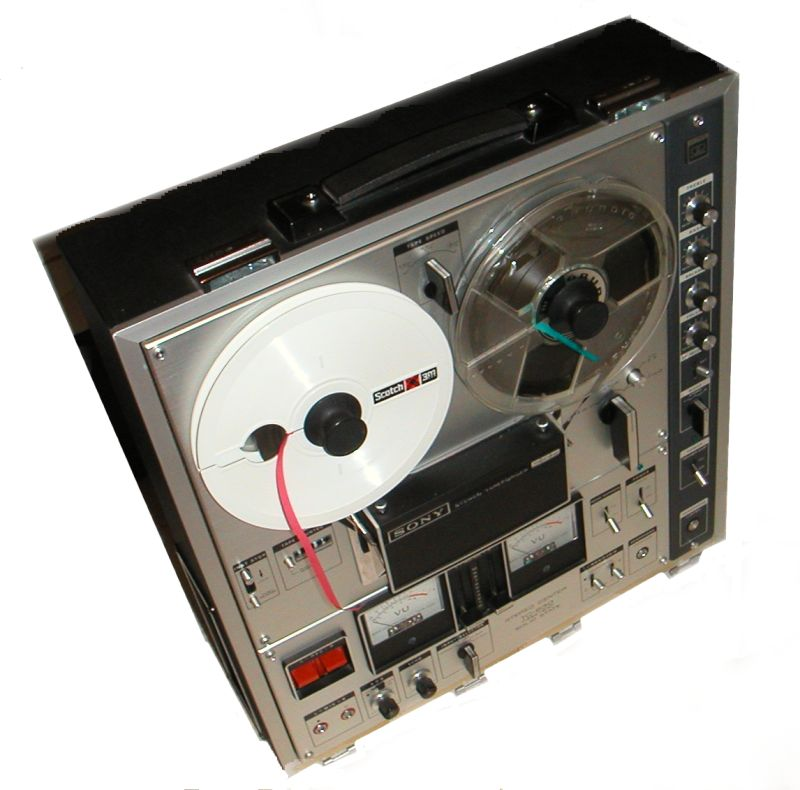
Un registratore a nastro della Sony: questo tipo di apparecchiatura permetteva facilmente la registrazione e l'ascolto invertito delle registrazioni

Il backmasking è una tecnica che riguarda l'inserimento di messaggi nascosti nelle registrazioni audio.

## Caratteristiche
Un messaggio in backmasking è udibile solo se il brano è riprodotto al contrario e la sua efficacia come messaggio subliminale non è mai stata dimostrata. I messaggi di questo tipo sarebbero di varia natura: mentre alcuni autori avrebbero utilizzato il backmasking solo per inserire messaggi innocui e scherzosi, altri avrebbero immesso nella loro canzone delle incitazioni all'uso di droghe o al satanismo.

## Esempi famosi
Uno dei primi brani in cui fu segnalato un presunto messaggio inserito in backmasking è stato Revolution 9 dei Beatles. Il messaggio ascoltato al dritto ripeteva in continuazione "Number nine, Number nine..." (Trad.: "numero nove, numero nove..."). Ascoltato al contrario, invece, il messaggio sembrava "Turn me on, dead man..." (Trad.: "eccitami uomo morto").
Nell'album The Wall dei Pink Floyd si può trovare un messaggio "nascosto" ascoltando al contrario la traccia Empty Spaces. il messaggio direbbe:
-Congratulations. You have just discovered the secret message. Please send your answer to Old Pink, care of the Funny Farm, Chalfont
-Congratulazioni. Hai appena scoperto il messaggio segreto. Per piacere, invia la tua risposta al Vecchio Pink, presso la Funny Farm, a Chalfont
Il messaggio, evidente parodia dei messaggi subliminali, è un chiaro riferimento a Syd Barrett (il Vecchio Pink), fondatore ed ex-leader dei Pink Floyd, allontanato dal gruppo per problemi comportamentali causati principalmente dall'assunzione di droghe psicotrope. Infatti Funny Farm è un termine in slang inglese con il quale si indicano gli ospedali psichiatrici.
Un esempio in Italiano è la canzone Shock in my town di Franco Battiato, che contiene la frase "di amminoacidi... nelle mie orbite si scontrano tribù di suburbani, di amminoacidi", pronunciata anche nel verso normale nella stessa canzone.

## Illusioni uditive
Vi sono molte leggende metropolitane riguardo a veri e presunti messaggi (che alcuni definiscono erroneamente subliminali) presenti nelle canzoni e udibili solo al contrario in alcuni brani dei Led Zeppelin, dei Black Sabbath e in numerosi pezzi di molti gruppi rock e metal. In realtà, molto spesso si tratta di casi di pareidolia acustica (un tipo di illusione subcosciente).